# Мејтаун (Пенсилванија)
Мејтаун (енгл. Maytown) насељено је место без административног статуса у америчкој савезној држави Пенсилванија.

## Демографија
По попису из 2010. године број становника је 3.824, што је 1.22 (46,9%) становника више него 2000. године.
| Група             | 2000.         | 2010.         |
| Белци             | 2.504 (96,2%) | 3.509 (91,8%) |
| Афроамериканци    | 18 (0,7%)     | 66 (1,7%)     |
| Азијати           | 18 (0,7%)     | 25 (0,7%)     |
| Хиспаноамериканци | 51 (2,0%)     | 143 (3,7%)    |
| Укупно            | 2.604         | 3.824         |